# Округ Хардинг (Њу Мексико)
Хардинг (енгл. Harding County) је округ у америчкој савезној држави Њу Мексико.

## Демографија
По попису из 2010. године број становника је 695, што је 115 (-14,2%) становника мање него 2000. године.
| Група             | 2000.       | 2010.       |
| Белци             | 428 (52,8%) | 391 (56,3%) |
| Афроамериканци    | 3 (0,4%)    | 2 (0,3%)    |
| Азијати           | 0 (0,0%)    | 0 (0,0%)    |
| Хиспаноамериканци | 364 (44,9%) | 299 (43,0%) |
| Укупно            | 810         | 695         |